# Embothrium
- Commons
- Wikispecies

Embothrium é um género botânico pertencente à família Proteaceae.